# ボボボーボ・ボーボボ 9極戦士ギャグ融合
『ボボボーボ・ボーボボ 9極戦士ギャグ融合』は、2004年3月25日にハドソンから発売されたコンピュータゲームであり、『ボボボーボ・ボーボボ』のゲーム作品第4作目である。

## 概要
『ボボボーボ・ボーボボ』のゲーム作品初、アニメ版『ボボボーボ・ボーボボ』を原作とし、ゲームボーイアドバンスで発売されたゲーム。そのため、「マルハーゲ帝国」が「マルガリータ帝国」に改名されたり、ソフトンの頭の色が茶色からピンク（桃）色になったりと、アニメ版に準拠した変更がなされている。その他本作からボーボボ達にアニメ版準拠のボイスが付くようになった。

## ストーリー
『ボボボーボ・ボーボボ 奥義87.5 (ハナゲー) 爆烈鼻毛真拳』と同じく、人々の髪の毛を丸坊主にするマルガリータ帝国と毛の王国の平和を守るボーボボ達の戦いを描く。ストーリーの範囲は原作でいうハレクラニ編まで。

## システム
戦闘
パーティメンバーは3人で、メーターが満タンになったキャラクターから行動できる形式で戦う。残りのメンバーは後衛で待機しており、戦闘中いつでも入れ替えられるが、前衛で戦っているメンバーが全滅するとゲームオーバーとなる。攻撃の際、他の仲間と同時に攻撃でき、組み合わせと確率によって合体技が発動することがある。敵を攻撃してハジケゲージを満タンにすると必殺技を発動できる。
移動
フィールドはトップビュー、町や村、ダンジョンはサイドビューで移動する。ダッシュ中、弱い敵にぶつかると弾き飛ばせる。

## 登場人物
ボボボーボ・ボーボボ
声 - 子安武人
鼻毛を自在に操る事が出来る鼻毛真拳奥義伝承者。本作品の主人公。
ビュティ
声 - 野中藍
ボーボボの仲間であり、ゲーム中の重大なツッコミ役。戦闘中に回復させたり出来る。
首領パッチ
声 - 小野坂昌也
ハジケ村で出会うハジケリスト。主人公を自称している。
ヘッポコ丸
声 - 進藤尚美
毛狩り隊によって壊された故郷の為に、戦う少年。通常攻撃で唯一全体攻撃ができる。
ソフトン
声 - 緑川光
アイツハゲタワーの漆黒の間の番人。通常攻撃の一部で瞑想を行い自身の回復が可能。
ところ天の助
声 - 園部啓一
Aブロック隊長を務めるところてん。
破天荒
声 - 岸尾だいすけ
ハジケ組の一員で、毛の王国の生き残り。
田楽マン
声 - 金田朋子
毛狩り隊Zブロック隊長。
魚雷ガール
声 - 西川宏美
マルガリータ四天王、OVERの真の姿。本作ではOVER編の前に仲間になる。

## 本作オリジナルキャラ
闇夜叉
クリア後のシナリオ「電車一武闘会」に登場。ドクロ真拳の使い手。骨のある者を求めてやって来た。
サンバマン
闇夜叉の真の姿。防御力が非常に高く、特定の技でHPを大量に回復する。

## ミニゲーム
漢（おとこ）ソーダ
ボーボボ（プレイヤー）と首領パッチがソーダを飲み、どちらが多く飲めるかで勝負する。ボタン連打でペースを速められるが、あまり速くしすぎると戻してしまう。
ハジケ学校プルコギゲーム
『ボボボーボ・ボーボボ 奥義87.5 (ハナゲー) 爆烈鼻毛真拳』より登場。お手本の通りにA、Bボタンを押す。
忍者おちょぼ口君
『ボボボーボ・ボーボボ マジで!!?真拳勝負』より登場。『忍者ハットリくん』の自社パロディ。おちょぼ口君を操作し、鉄アレイを避けつつちくわを取る。
キャプテン石田の火星でポン
『ボボボーボ・ボーボボ マジで!!?真拳勝負』より登場。天の助を操作しつつ、シューティングゲームの要領で宇宙人を倒す。
DENBO CHAN
田ボを操作し、次々と現れるデク人形を倒す。ファミコン及びPCエンジン用ソフト『ジャッキーチェン』のボーナスステージの自社パロディ。
スターボルジャー
『スターソルジャー』の自社パロディ。本作の1面を再現。
体験版
カードを全部集めると出現。次回作『ボボボーボ・ボーボボ 爆闘ハジケ大戦』の体験版。